# والهاوزن
والهاوزن (به آلمانی: Wahlhausen) یک شهر در آلمان است که در آیشسفلد واقع شده‌است. والهاوزن ۳۴۳ نفر جمعیت دارد.